# Mathuedoï de Poher
Mathuédoï (mort avant 936) est comte de Poher (comes de Poher) au début du Xe siècle. 

## Contexte
D'origine inconnue Mathuédoï épouse une des filles anonymes  d'Alain Ier le Grand, et il est mêlé aux dissensions nées après la mort de ce dernier. Gourmaëlon de Cornouaille profite de la situation pour se faire reconnaître comme souverain de Bretagne. C'est un dirigeant sans autorité, qui laisse le royaume tomber en déliquescence, pendant que les Vikings profitent de la situation pour ravager le pays.
Le comte Mathuédoï intervient dans plusieurs chartes du cartulaire de Redon. Après 924, il est contraint à l'exil avec sa famille. Il est accueilli par le roi anglais Æthelstan, et ne quitte plus l'Angleterre.
Une dizaine d'années plus tard, le même Æthelstan aide son filleul, Alain Barbetorte, le fils de Mathuédoï, dans la reconquête de son trône, qui ne sera d'ailleurs plus que ducal et non royal, après avoir expulsé les Vikings hors de Bretagne.